# Vittoria Cocito
Vittoria Cocito (Torino, 16 settembre 1891 – Torino, 1º luglio 1971) è stata una pittrice e illustratrice italiana.
Nata in una famiglia alto borghese, non le fu consentito di frequentare l'Accademia, all'epoca considerata “non adatta alle signorine”; tuttavia studiò privatamente pittura con Cesare Ferro.
Cocito esordì alla Promotrice delle Belle Arti di Torino nel 1911 con Ritratto di signora, dove esporrà più volte nel tempo. Espose inoltre alla Permanente di Milano, a Napoli, agli Amici dell'Arte di Torino e a mostre della Secessione Romana, ricevendo premi e riconoscimenti. Come illustratrice, si dedicò soprattutto a libri per ragazzi quali Le fiabe di Andersen, Il fanciullo di Galilea e Credere.
Nel 1913 incontrò il pittore Domenico Buratti, che sposò, nonostante la contrarietà della famiglia Cocito, nel 1920 e da cui ebbe tre figlie: Vanna, Chiaretta e Lella.
Morì a Torino il 1º luglio 1971.